# Strebkatzenziehen

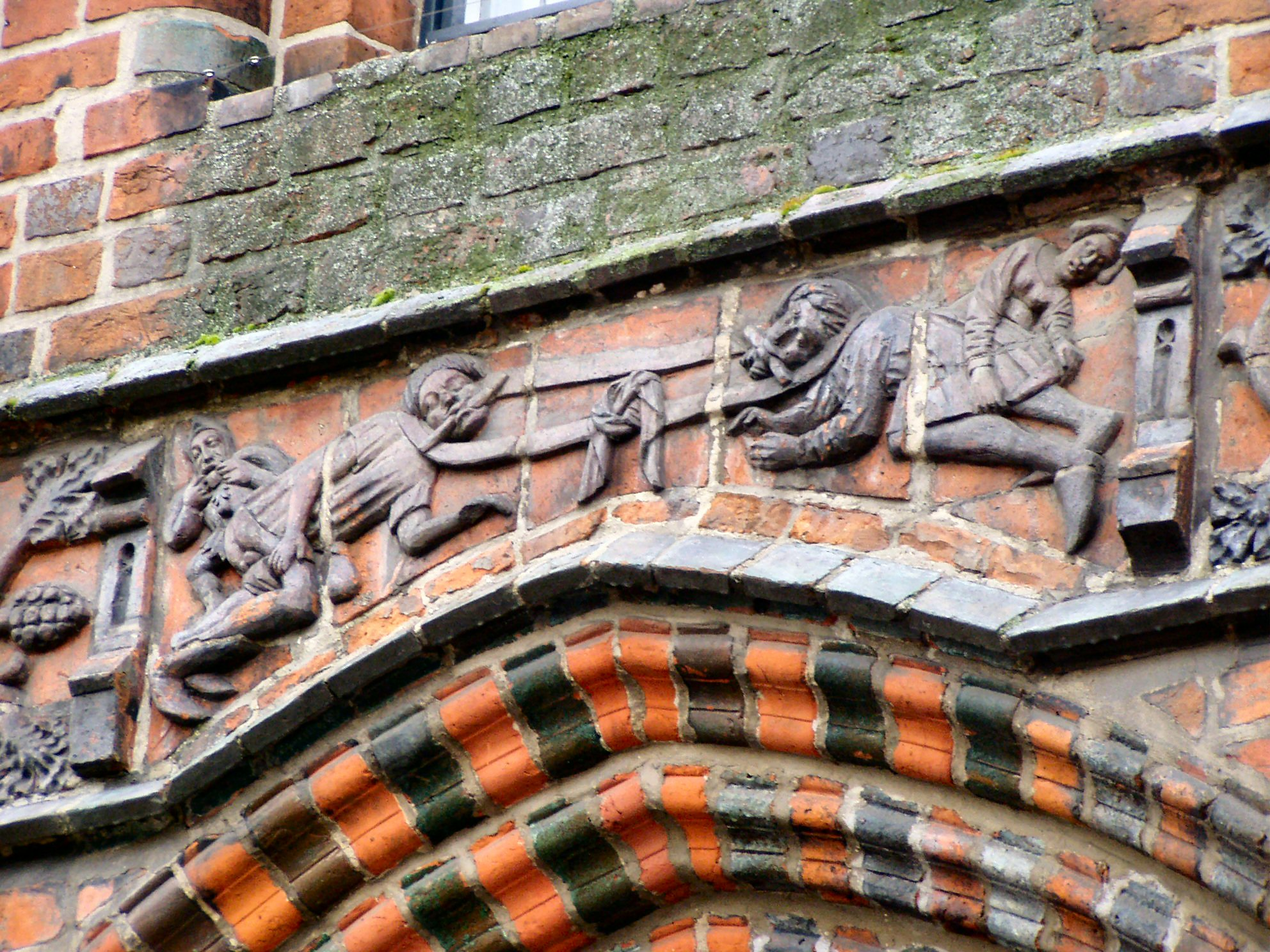
Strebkatzenziehen in Hannover

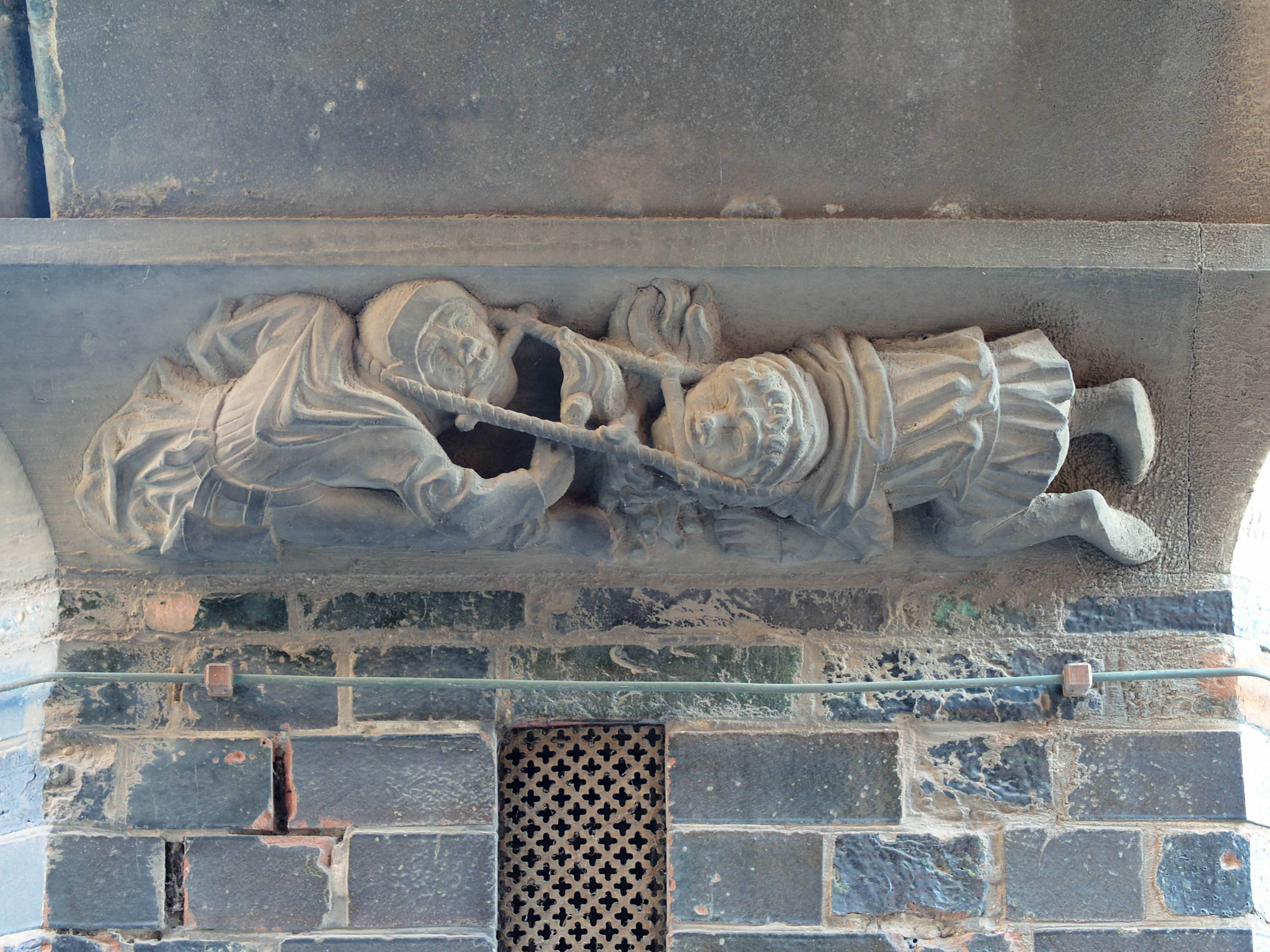
Strebkatzenziehen in Lübeck

Das Strebkatzenziehen, niederdeutsch Strewkattentrecken, auch Luderziehen, Katzenstriegel, Auchenomachia, war ein spätmittelalterliches Kraftspiel, das im 15. und 16. Jahrhundert in ganz Deutschland, aber auch in den Ländern Skandinaviens verbreitet war. Bei dem Spiel wurden die Köpfe der beiden sich gegenüber knienden Kontrahenten durch Seile oder Tuchstreifen um den jeweiligen Nacken miteinander verbunden. Es ging bei dem Spiel darum, den Kopf des Gegners möglichst über das zwischen beiden brennende Feuer zu ziehen. In weniger archaischen Varianten wurde derjenige Gewinner, der es schaffte, den Gegner drei Ellen in seine Richtung zu ziehen. Das Spiel hieß die Streb(e)katze ziehen, weil sich die Kontrahenten wie sich sträubende, widerstrebende Katzen gegenübersaßen. Das Spiel gilt als Vorläufer des Tauziehens. Während es aber beim Tauziehen allein um Kraft, Körpergewicht und Technik im Sinne des modernen Sports geht, ist beim Luder (= noch immer mit Kot gefüllter meist Schweinedarm) noch das mittelalterliche Element des Zufalls vorhanden, denn der Darm kann reißen und somit die Wettkämpfer (und die nahen Zuschauer) mit Kot bespritzen.
In Dänemark wird das Spiel Traekke Grin und in Schweden Dra Gränja genannt. In vielen alten Städten finden sich zumeist mittelalterliche Reliefs, die auf dieses Spiel hindeuten.

## Literatur und Drama

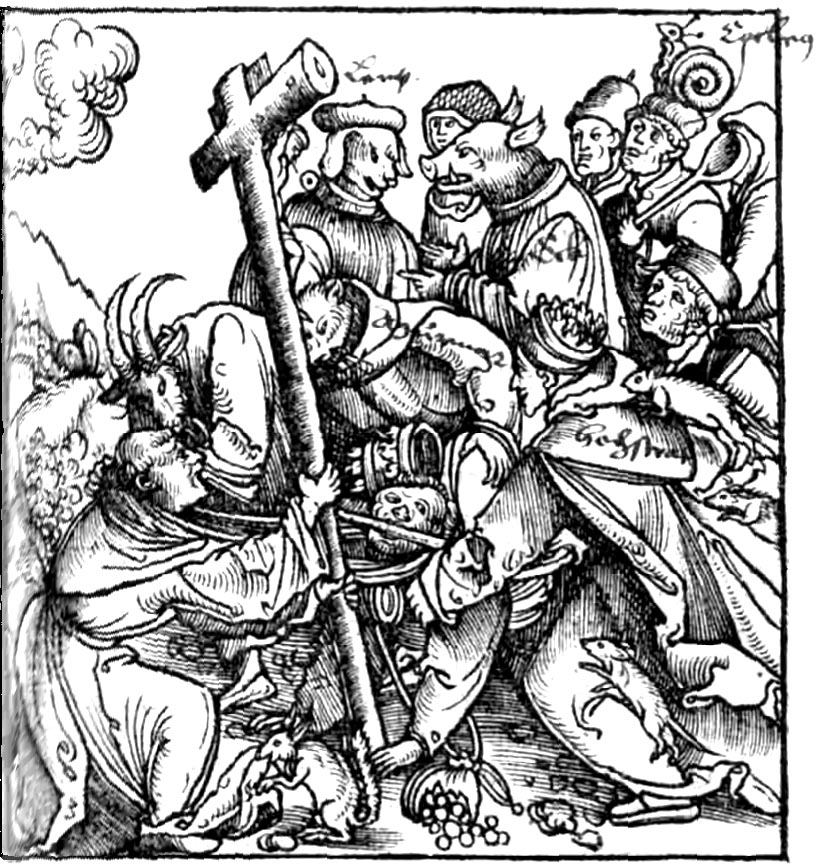
Die Luterisch Strebkatz, 1524

## Darstellungen

Steinstraße 3 in Braunschweig

Breite Straße in Braunschweig

## Literatur

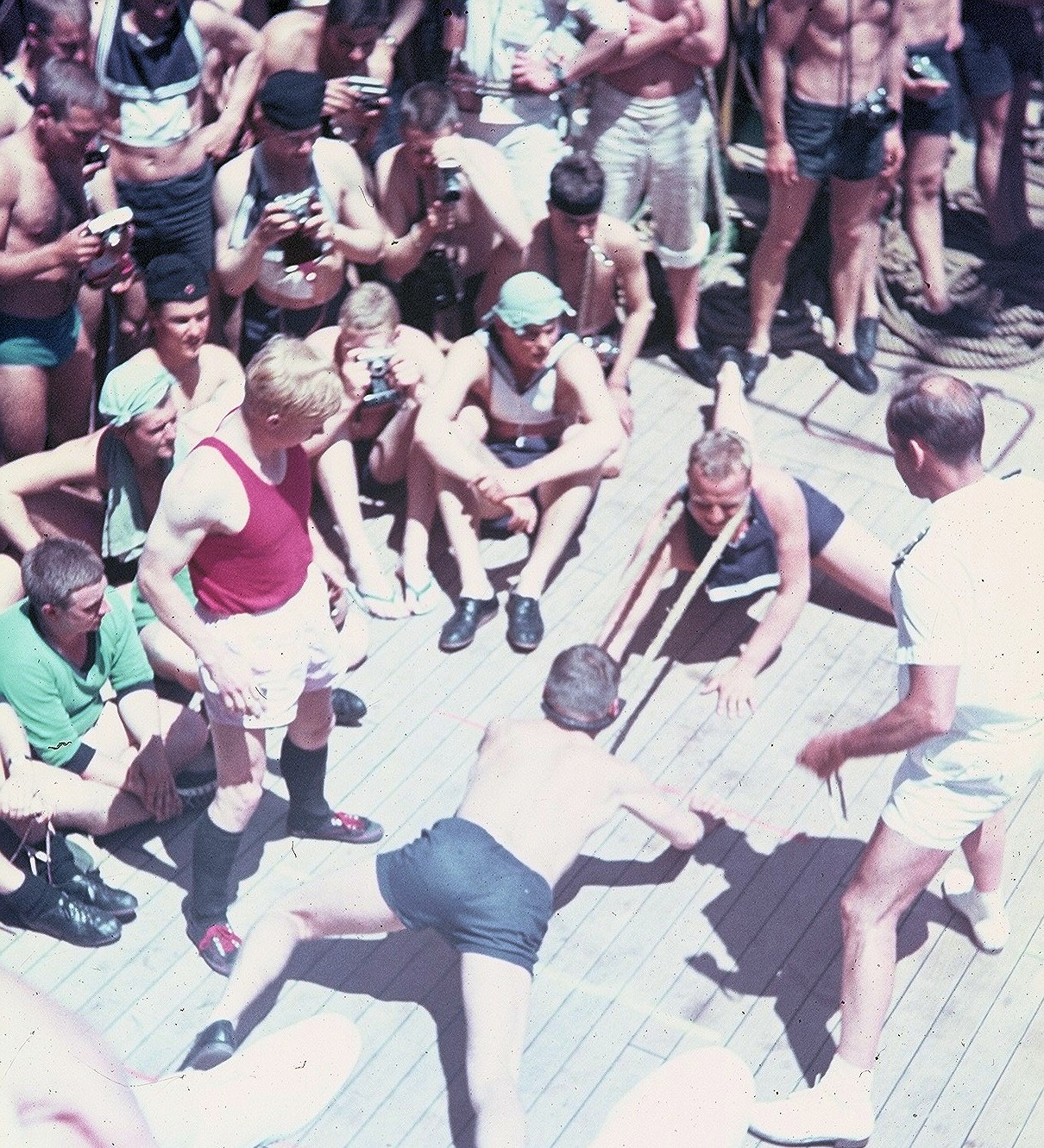
Offizieranwärter auf der Gorch Fock (1968)